# Научная журналистика
Научная журналистика — область журналистики, в которой для создания материалов используется научная информация. В общем виде научная журналистика рассматривается как «перевод» научного исследования с научного языка на обыденный без искажения смысла. К научной журналистике также относят медицинскую и экологическую журналистику.
Первая задача научного журналиста заключается в том, чтобы обработать очень подробную, специфическую, и часто загруженную жаргоном информацию, собранную учёными, в такую форму, что средний потребитель СМИ мог её понять и оценить, в то время как информация всё ещё передаётся точно. Научные журналисты зачастую имеют углублённую подготовку по конкретным научным дисциплинам, которые они охватывают — они были учёными и врачами, прежде чем стать журналистами — или, по крайней мере, проявили талант в описании научных тем.
В последние годы объём научных новостей быстро рос вместе с наукой, играя всё более центральную роль в жизни общества, и взаимодействие между научными кругами и средствами массовой информации усилилось. Различия между методологиями этих двух «столпов» современного общества, в частности свои собственные пути развития их реальности, приводит к некоторым трудностям. Журналистика, как правило, имеют более сильный уклон в сторону сенсационности и спекулятивных теорий, чем наука, тогда как наука уделяет больше внимания фактам и эмпирическим оценкам.
Правила научной журналистики были изложены Ломоносовым в сочинении «Рассуждение об обязанностях журналистов при изложении ими сочинений, предназначенное для поддержания свободы философии».
Связь научного знания посредством средств массовой информации требует особых отношений между миром науки и средств массовой информации, который пока ещё только начинает формироваться. С появлением Интернета появились новые формы научной журналистики: агентства научных новостей и научные блоги.
Научная журналистика существует как учебная дисциплина. Её преподают на факультетах журналистики, массовой коммуникации и естественнонаучных факультетах. Получить образование в области научной журналистики можно в США и некоторых других западных странах. В Европе преподавание научной журналистики осуществляется на уровне спецкурсов в рамках естественнонаучных факультетов. Единственная программа, после которой присваивают степень бакалавра по научной журналистике, утверждена в Университете Дортмунда в Германии. В России существуют места, где обучают научной журналистике, например, школа-студия при журнале «Химия и жизнь», спецкурс на факультете журналистики МГУ им. М. В. Ломоносова, курс на Биологическом факультете МГУ, а также в НГУ (Новосибирск) в рамках курса «Журналистское мастерство: научная журналистика».